# Miguel Sebastián Gascón

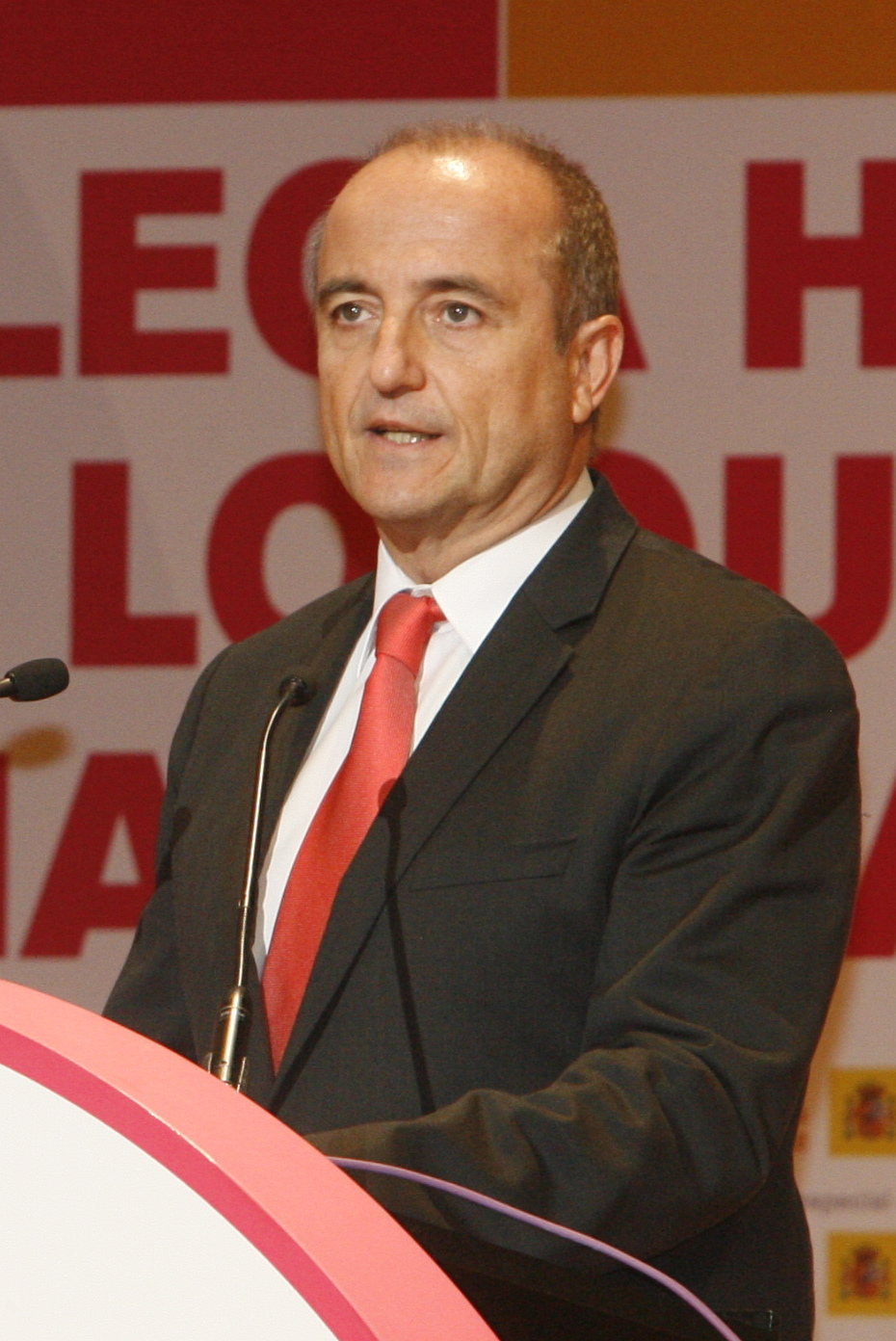
O ministro Miguel Sebastián.

Miguel Sebastián Gascón (Madrid, 1957) é um economista e político espanhol, que foi candidato a alcaide de Madrid pelo PSOE nas eleições munipais de 2007. Atualmente (e desde 2008) é o ministro da Indústria, do Comércio e do Turismo. 